# Life in General
Life in General es el tercer álbum de estudio de la banda estadounidense de punk rock MxPx lanzado el 19 de noviembre de 1996. El álbum contiene los sencillos Chick Magnet, Doing Time y Move to Brementon. el álbum vendió la suma de 89 000 copias. Logró llegar al puesto 22 en los Top Heatseekers

## Lista de canciones
Todas las canciones escritas y compuestas por Mike Herrera. 
| N.º | Título                               | Duración |  |
| 2.  | «My Mom Still Cleans My Room»        | 2:50     |  |
| 3.  | «Do Your Feet Hurt»                  | 3:10     |  |
| 4.  | «Sometimes You Have to Ask Yourself» | 2:19     |  |
| 5.  | «The Wonder Years»                   | 1:51     |  |
| 6.  | «Move to Bremerton»                  | 3:35     |  |
| 7.  | «New York to Nowhere»                | 2:16     |  |
| 8.  | «Andrea»                             | 1:46     |  |
| 9.  | «Your Problem, My Emergency»         | 3:16     |  |
| 10. | «Chick Magnet»                       | 3:12     |  |
| 11. | «Today Is in My Way»                 | 3:06     |  |
| 12. | «Sorry So Sorry»                     | 2:14     |  |
| 13. | «Doing Time»                         | 1:23     |  |
| 14. | «Correct Me If I'm Wrong»            | 2:33     |  |
| 15. | «Cristalena»                         | 2:01     |  |
| 16. | «Destroyed by You»                   | 2:33     |  |
| 17. | «Southbound»                         | 2:34     |  |

## Personal

### MxPx
- Mike Herrera - bajo, vocalista
- Tom Wisniewski - guitarra, segundo vocalista
- Yuri Ruley - batería

### Producción
- Steve Kravac - Productor musical, engineer, drum tech
- Brandon Ebel - executive producer, A&R

### Diseño
- Coop - portada y contraportada
- Claire Bigbie - disposición
- Michele Herrera & Brandon Ebel- fotografía

## Posicionamiento
Álbum
| Listas(1996)               | Posición |
| -------------------------- | -------- |
| Top Heatseekers            | 22       |
| Top Contemporary Christian | 16       |